# Kaple svatého Ducha (Schirgiswalde)
Kaple svatého Ducha (německy Friedhofskapelle zum Heiligen Geist) v Schirgiswalde (část města Schirgiswalde-Kirschau) je římskokatolická hřbitovní kaple náležející k tamnímu farnímu kostelu Nanebevzetí Panny Marie a okolnímu hřbitovu. Historizující sakrální stavba pochází z roku 1927. O její výstavbu se zasloužil farář Anton Mott, který v místě sloužil od roku 1924 až do své smrti v roce 1960. Před kaplí se nachází hroby biskupů a kněžská krypta, kterou doplňuje socha Krista Krále. Střechu zakončuje osmiboká lucerna se zvonem. Kaple je zasvěcená Duchu svatému.

## Galerie

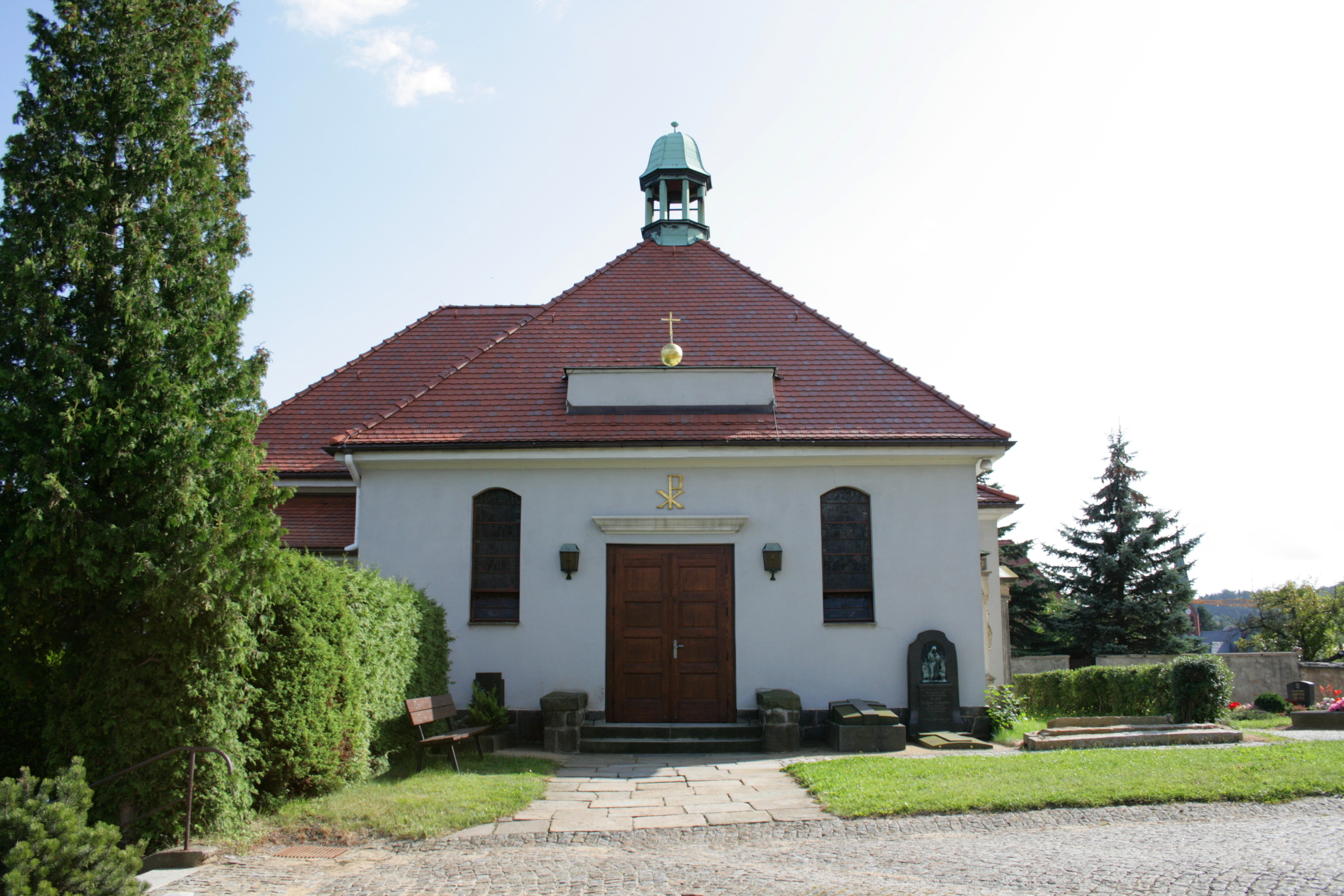
Průčelí
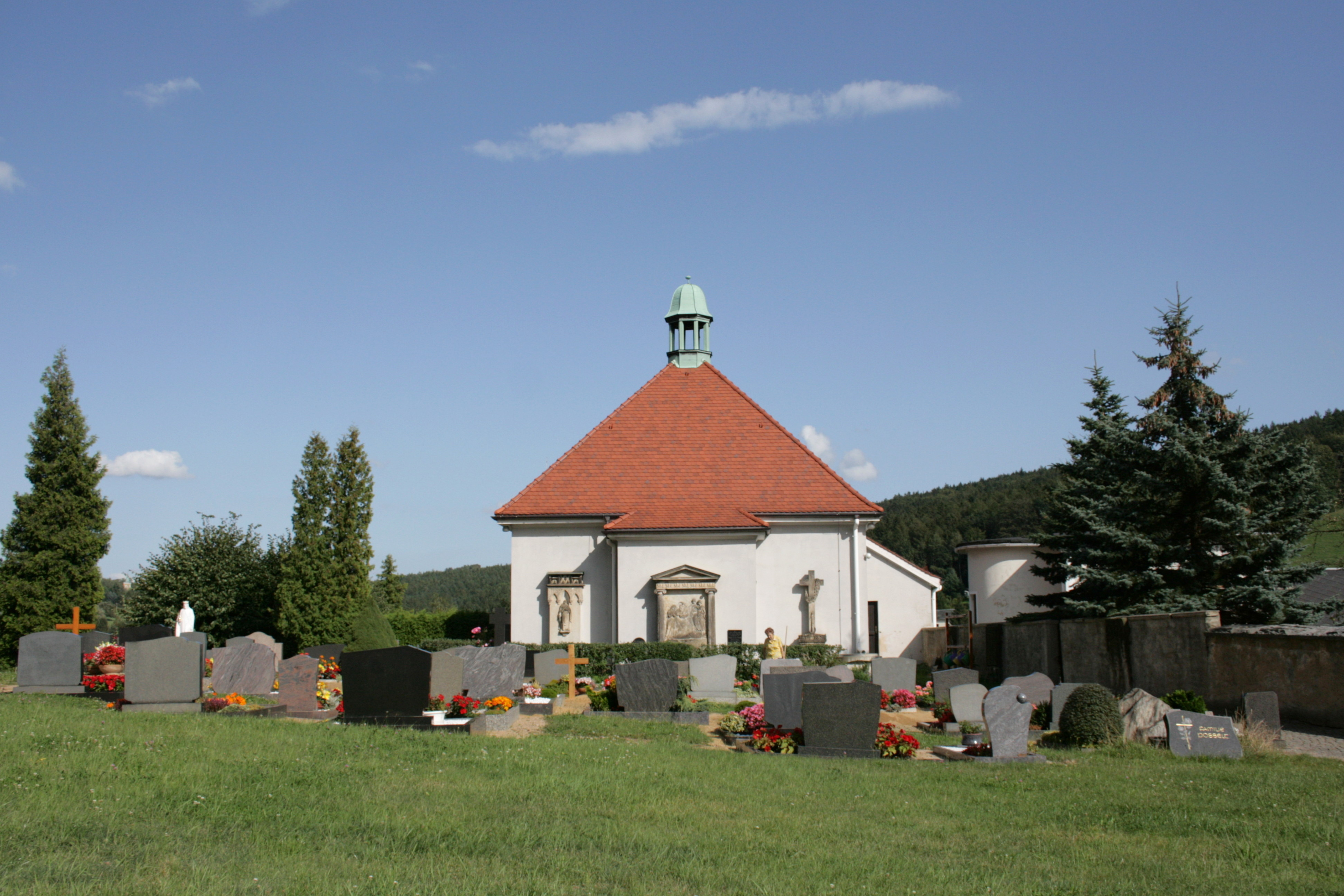
Západní stěna s náhrobky